# Scott Melville
Scott Melville (ur. 4 sierpnia 1966 w Fort Ord) – amerykański tenisista.

## Kariera tenisowa
Karierę tenisową Melville rozpoczął w 1988 roku, a zakończył w 1997 roku.
Odnosił sukcesy głównie w grze podwójnej, wygrywając dziewięć turniejów rangi ATP World Tour oraz osiągając siedem finałów. W 1995 roku był uczestnikiem finału na Wimbledonie, gdzie tworzył wówczas parę ze Rickiem Leachem. Finałowe spotkanie amerykańska para przegrała z Toddem Woodbridge’em i Markiem Woodforde’em.
W rankingu gry pojedynczej Melville najwyżej był na 182. miejscu (15 kwietnia 1991), a w klasyfikacji gry podwójnej na 17. pozycji (19 lutego 1996).

### Finały w turniejach ATP World Tour
| Nazwa                              |
| ---------------------------------- |
| Wielki Szlem                       |
| Igrzyska olimpijskie               |
| ATP World Tour World Championships |
| ATP Masters Series                 |
| ATP Championships Series           |
| ATP World Series                   |

#### Gra podwójna (9–7)
| Końcowy wynik | Nr | Data             | Turniej           | Nawierzchnia | Partner           | Przeciwnicy                    | Wynik finału        |
| ------------- | -- | ---------------- | ----------------- | ------------ | ----------------- | ------------------------------ | ------------------- |
| Zwycięzca     | 1. | 19 sierpnia 1990 | New Haven         | Twarda       | Jeff Brown        | Petr Korda Goran Ivanišević    | 2:6, 7:5, 6:0       |
| Zwycięzca     | 2. | 7 kwietnia 1991  | Orlando           | Twarda       | Luke Jensen       | Nicolás Pereira Pete Sampras   | 6:7, 7:6, 6:3       |
| Finalista     | 1. | 19 sierpnia 1991 | New Haven         | Twarda       | Jeff Brown        | Petr Korda Wally Masur         | 5:7, 3:6            |
| Zwycięzca     | 3. | 19 kwietnia 1992 | Nicea             | Ceglana      | Patrick Galbraith | Pieter Aldrich Danie Visser    | 6:1, 3:6, 6:4       |
| Finalista     | 2. | 10 stycznia 1993 | Doha              | Twarda       | Shelby Cannon     | Boris Becker Patrik Kühnen     | 2:6, 4:6            |
| Finalista     | 3. | 7 marca 1993     | Indian Wells      | Twarda       | Luke Jensen       | Guy Forget Henri Leconte       | 4:6, 5:7            |
| Zwycięzca     | 4. | 11 kwietnia 1993 | Barcelona         | Ceglana      | Shelby Cannon     | Sergio Casal Emilio Sánchez    | 7:6, 6:1            |
| Finalista     | 4. | 19 kwietnia 1993 | Nicea             | Ceglana      | Shelby Cannon     | David Macpherson Laurie Warder | 4:3 krecz           |
| Finalista     | 5. | 2 maja 1993      | Madryt            | Ceglana      | Luke Jensen       | Tomás Carbonell Carlos Costa   | 6:7, 2:6            |
| Zwycięzca     | 5. | 8 maja 1994      | Hamburg           | Ceglana      | Piet Norval       | Henrik Holm Anders Järryd      | 6:3, 6:4            |
| Zwycięzca     | 6. | 24 lipca 1994    | Stuttgart         | Ceglana      | Piet Norval       | Jacco Eltingh Paul Haarhuis    | 7:6, 7:5            |
| Finalista     | 6. | 8 lipca 1995     | Wimbledon, Londyn | Trawiasta    | Rick Leach        | Todd Woodbridge Mark Woodforde | 5:7, 6:7(8), 6:7(5) |
| Zwycięzca     | 7. | 20 sierpnia 1995 | New Haven         | Twarda       | Rick Leach        | Leander Paes Nicolás Pereira   | 7:6, 6:4            |
| Finalista     | 7. | 27 sierpnia 1995 | Long Island       | Twarda       | Rick Leach        | Cyril Suk Daniel Vacek         | 7:5, 6:7, 6:7       |
| Zwycięzca     | 8. | 14 stycznia 1996 | Dżakarta          | Twarda       | Rick Leach        | Kent Kinnear Dave Randall      | 6:1, 2:6, 6:1       |
| Zwycięzca     | 9. | 25 maja 1997     | Sankt Pölten      | Ceglana      | Kelly Jones       | Luke Jensen Murphy Jensen      | 6:2, 7:6            |